# 江夏之战
江夏之战 (或稱夏口之戰) 是中国军阀会稽太守孙权和荆州牧刘表在东汉末年建安十三年（208年）的一场战役。这是孙权和刘表在江夏夏口附近驻守的江夏太守黄祖的最后决战。

## 背景
建安十三年（208年）春，背叛黄祖投靠孙权的甘宁建议新主全面袭击江夏。他说，黄祖已经年迈，身边的人只知道经商和欺凌下属，黄祖的军械也早已不充足了。
孙权不顾主要谋士长史张昭反对，命别部司马行破贼都尉凌统为先锋，平北都尉领广德长吕蒙领水军，中护军周瑜为前部大督。这次战役有两个目的：消灭在襄阳之战中使孙权的父亲孙坚丧命的黄祖；征服江夏，打通进军荆州的道路。

## 战役

### 初期冲突
最初，面对孙权的入侵，黄祖任部将張碩为先锋，都督陈就为舰队首领，本人留守江夏。战前，张硕率部乘大船侦察江岸，却被同样在侦察的凌统发现。当时，乘小船的凌统身边只有数十勇士，但仍登上了张硕的船，可能是在夜幕掩护下伪装成张硕部卒，奇袭张硕军。张硕被凌统所杀，所部水兵尽数被擒。

### 僵持
得知张硕被杀，黄祖依托夏口却月城防御，并当即命陈就率两艘蒙冲舰守治所沔口，还让大力士和弓箭手在河边的崖顶埋伏，向敌军的大船投掷石头和火把。为了打败黄祖的蒙冲，周瑜派出大舰队，却被崖顶掷下的石头阻拦。几小时的战斗过后，周瑜认识到黄祖的军械并非如此欠缺，孙权只能面对士卒疲惫伤亡惨重的现实。

### 蒙冲战败
为了扭转战局，周瑜命凌统、偏将军董袭率100敢死队每人穿上两件盔甲乘大船冒着石头和火把冲锋。经过艰苦的战斗，凌统、董袭最终成功切断了两艘蒙冲间的联系，这也鼓舞了孙权军的斗志。吕蒙在近战中格杀陈就。失去首领的黄祖大军反被处于少数的孙权军歼灭。在吕蒙全歼黄祖军之前，凌统、董袭分兵攻陷夏口及却月城并屠城。

### 黄祖的末日
无力抵抗孙权的黄祖逃走，却被骑士冯则追上枭首。孙权下令将黄祖首级盛放在容器中验看。得到黄祖首级后，孙权将其献祭亡父孙坚。

## 后事

### 凌统和甘宁的冲突
黄祖之死意味着孙权成功复仇，但凌统的父亲凌操先前在夏口之战中被甘宁射杀的仇却没有得报。此战后，凌统试图在吕蒙家的宴席上挑衅甘宁。为化解争端，孙权命甘宁驻守半州。

### 孫劉聯盟
孙权将江夏战俘押走后，刘表长子刘琦试图接替黄祖，率部东迁。但刘表病亡后不久，荆州北部未经太多抵抗就落入曹操之手。无法控制江夏的刘琦驻军汉津，遇见逃避曹操追杀的刘备及尋求結盟的魯肅，合兵去夏口求助于孙权。刘表部将文聘在刘表死后投降曹操，成为新的江夏太守。